# Paolo Bruno
Paolo Bruno (Mottafollone, 26 marzo 1935) è un politico italiano.

## Biografia
Di professione avvocato, e iscritto al PSDI, viene eletto alla Camera dei deputati nel 1987, confermando il proprio seggio a Montecitorio anche con le elezioni del 1992.
Ricopre il ruolo di Sottosegretario di Stato alla sanità nel Governo Andreotti VI e VII, di Sottosegretario al tesoro nel Governo Amato I e di Sottosegretario alle finanze nel Governo Ciampi.